# Bay Village, Ohio
Bay Village là một thành phố thuộc quận Cuyahoga, tiểu bang Ohio, Hoa Kỳ. Năm 2010, dân số của thành phố này là 15651 người.

## Dân số
- Dân số năm 2000: 16087 người.
- Dân số năm 2010: 15651 người.